# هاکی روی چمن در المپیک تابستانی ۲۰۱۶
هاکی روی چمن یکی از ورزش‌های بازی‌های المپیک تابستانی ۲۰۱۶ است که از ۷ تا ۲۰ اوت ۲۰۱۶ برگزار شده است.
این مسابقات در دو بخش مردان و زنان در مرکز هاکی المپیک ریو دو ژانیرو انجام شده است.

## برنامه مسابقات
| P | مقدماتی | ½ | نیمه نهایی | F | فینال |

| رویداد↓/تاریخ ← | یک ۷ | دو ۸ | سه ۹ | چهار ۱۰ | پنج ۱۱ | جمعه ۱۲ | شنبه ۱۳ | یک ۱۴ | دو ۱۵ | سه ۱۶ | چهار ۱۷ | پنج ۱۸ | جمعه ۱۹ | شنبه ۲۰ |
| --------------- | ---- | ---- | ---- | ------- | ------ | ------- | ------- | ----- | ----- | ----- | ------- | ------ | ------- | ------- |
| مردان           |      | P    |      | P       |        | P       |         | P     |       | P     |         | ½      |         | F       |
| زنان            | P    |      | P    |         | P      |         | P       |       | P     |       | ½       |        | F       |         |

### نتایج
| بازی‌ها | طلا                  | نقره        | برنز        |
| مردان  | آرژانتین (ARG)       | بلژیک (BEL) | آلمان (GER) |
| زنان   | بریتانیای کبیر (GBR) | هلند (NED)  | آلمان (GER) |

## مدال‌آوران
| رویداد | طلا | نقره | برنز |
| مردان  | آرژانتین (ARG) · خوان مانوئل ویوالدی · گونسالو پئیات · خوان ایگناسیو خیلاردی · پدرو ایبارا · فاکوندو کالیونی · لوکاس ری · ماتیاس پاردس · خواکین منینی · لوکاس بیلا · لوکا ماسو · ایگناسیو اورتیس · خوان مارتین لوپس · خوان مانوئل سالادینو · ایسیدورا ایبارا · ماتیاس ری · مانوئل برونت · آگوستین ماسیلی · لوکاس روسی | بلژیک (BEL) · آرتور ون دورن · جان جان دومن · فلورن فن اوبل · سباستین دوکیه · سدریک شارلیه · گوتیه بوکار · امانوئل استوکبروکس · توماس بریلز · فلیکس دنایر · ونسان واناش · سیمون گونار · لوییک لویپرت · تام بون · ژروم تروینس · الیوت وان استریدونک · تونگی کوسانس · ۰ · ۰ | آلمان (GER) · نیکولاس یاکوبی · ماتیاس مولر · لینوس بوت · مارتین هانر · موریتس ترومپرتس · ماتس گرامبوش · کریستوفر وسلی · تیم هرتسبروخ · توبیاس هاوکه · تام گرامبوش · کریستوفر رور · مارتین تسویکر · موریتس فورسته · فلوریان فوکس · تیمور اروز · نیکلاس ولن · ۰ · ۰      |
| زنان   | بریتانیای کبیر (GBR) · مدی هینچ · لورا آنزوور · کریستا کولن · هانا مکلود · جورجی توییگ · هلن ریچاردسون-والش · سوسانا تاونزند · کیت ریچاردسون-والش · سام کوئک · الکس دانسون · جیزل انزلی · سوفی بری · هولی وب · شونا مک‌کالین · لیلی آوسلی · نیکولا وایت                                                                | هلند (NED) · جویس سومبروک · خان ده وارد · کیتی فان ماله · لاورین لورینک · ویلیمین بوس · مارلوس کیتلس · کارلین دیرکس فان ده هیفول · کلی یونکر · ماریا ورشور · لیدوی ولتن · کایا فان ماساکر · مارتی پاومن · نائومی فان آس · الن هوخ · مارخوت فان خفن · اوا دخوده           | آلمان (GER) · نیکه لورنتز · سلین اوروز · آن شرودر · لیزا شوتزه · شارلوت اشتاپنهوست · کاتارینا اوته · جان مولر-ویلند · هانا کروگر · جانا تسکه · لیزا هان · فرانزیسکا هاوکه · سسیل پیپر · ماری ماورز · آنیکا اسپرینک · جولیا مولر · پیا-سوفی اولدهافر · کریستینا رینولدز |